# Annie Caron (soccer)
Pour les articles homonymes, voir Annie Caron et Caron.
Annie Caron, née le 6 mai 1964 à Sainte-Foy, est une joueuse canadienne de soccer évoluant au poste d'attaquant ou de milieu de terrain.

## Biographie
Annie Caron fait partie du premier groupe convoqué en équipe du Canada féminine en juillet 1986. 
Elle compte 34 sélections et 8 buts en équipe du Canada entre 1986 et 1995. Elle reçoit sa première sélection le 7 juillet 1986, contre les États-Unis (défaite 0-2), et inscrit son premier but international le 7 juillet 1987 contre les Américaines (défaite 2-4). Elle participe au Tournoi international féminin de football 1988 en Chine où le Canada est quart de finaliste.
Deuxième du championnat féminin de la CONCACAF en Championnat féminin de la CONCACAF 1991 et 1994, elle réalise le premier coup du chapeau de l'histoire du soccer féminin canadien dans une compétition officielle, lors du Championnat féminin de la CONCACAF 1991, le 24 avril 1991, contre Trinité-et-Tobago (victoire 6-0).
Elle fait ensuite partie du groupe canadien participant à la Coupe du monde féminine de football 1995 en Suède. Elle obtient sa dernière sélection sous le maillot canadien lors de ce Mondial, le 10 juin 1995, contre la Norvège (défaite 0-8), à l'occasion du dernier match de poule.